# 莫拉乔沃农村居民点
莫拉乔沃农村居民点（俄语：Морачовское сельское поселение）是俄罗斯联邦布良斯克州日里亚季诺区所属的一个农村居民点。其下辖有17个居民点，行政中心为莫拉乔沃。据2015年统计，该农村居民点的人口为785人。